# Marek Sapara
Marek Sapara (* 31. července 1982 Košice) je bývalý slovenský fotbalový záložník a reprezentant, profesionální hráčskou kariéru ukončil v lednu 2018, jeho posledním klubem byl MFK Ružomberok. Účastník Mistrovství světa 2010 v Jihoafrické republice.
Mimo Slovensko působil na klubové úrovni v Norsku a Turecku.
Jeho fotbalovým snem byl přestup do kvalitní evropské ligy, oblíbeným klubem je FC Barcelona.[zdroj?] Pochází z obce Ďurďošík u Košic.

## Klubová kariéra
S fotbalem začal v klubu FK Krásna nad Hornádom, odkud přešel v juniorském věku do 1. FC Košice. Zde se dostal do A-týmu.

### MFK Ružomberok
V dresu Ružomberku vyhrál v sezóně 2005/06 double, tedy slovenský fotbalový pohár i titul v domácí lize.

### Rosenborg Trondheim
Do norského Rosenborgu Trondheim přišel v létě roku 2006 ze slovenského MFK Ružomberok. Před jeho přestupem do Norska o něj měly zájem i další kluby, například FC Spartak Trnava, Petržalka, MFK Dubnica či v Česku FC Baník Ostrava a SK Sigma Olomouc. Nicméně Sapara se rozhodl přestoupit do Rosenborgu Trondheim. Stal se prvním Slovákem v historii klubu.
V norské nejvyšší fotbalové soutěži Tippeligaen poprvé nastoupil 10. září 2006 proti Sandefjordu. 26. září pak vstřelil svůj první gól v Norsku proti týmu Odd Grenland. Zazářil však v rozhodujícím zápase o titul na hřišti bergenského Brannu, kdy se mu povedlo skórovat z přímého kopu a Rosenborg vyhrál celý zápas i ligovou soutěž. S Rosenborgem postoupil do základní skupiny Ligy mistrů UEFA. Svými výbornými výkony pomohl Rosenborgu postoupit z těžké skupiny do třetího kola Poháru UEFA.

### MKE Ankaragücü
Sezónu 2009/10 dokončil v tureckém klubu MKE Ankaragücü, nastoupil ve 13 zápasech Süper Lig a vstřelil 1 gól. Následující sezónu 2010/11 zasáhl do 24 ligových zápasů, v nichž se třikrát střelecky prosadil.

### Trabzonspor
V září 2011 přestoupil společně s dalším slovenským reprezentantem Róbertem Vittekem do jiného tureckého mužstva – Trabzonsporu. Trabzonspor za něj zaplatil 200 000 €. 5. ledna 2012 byl poslán do konce sezóny na hostování do Gaziantepsporu.
V srpnu 2012 nastoupil v nové sezóně 2012/13 po návratu z hostování opět za Trabzonspor. 21. října 2012 vstřelil ve 45. minutě úvodní gól ligového střetnutí s Beşiktaşem Istanbul, domácí Beşiktaş však stihl vyrovnat gólem Manuela Fernandese na konečných 1:1.
V červenci 2013 si v přípravném zápase těžce poranil koleno (poškozené vazy v pravém koleni) a podrobil se operaci. Začátkem sezóny 2013/14 se dohodl na rozvázání smlouvy s Trabzonsporem. Do konce roku 2013 se zotavoval po zranění. Jako další angažmá preferoval zahraničí, v případě návratu na Slovensko by upřednostnil Ružomberok, kde strávil v minulosti úspěšnou část kariéry. Nakonec se rozhodl pro Gaziantepspor.

### Gaziantepspor
V roce 2012 v tureckém klubu Gaziantepspor nejprve hostoval z Trabzonsporu. Za Gaziantepspor nastoupil poprvé 9. ledna 2012 v ligovém zápase proti domácímu Fenerbahçe SK, který istanbulský klub (Fenerbahçe SK) vyhrál 3:1, ačkoli o poločasu prohrával 0:1. Poprvé se trefil 10. února v ligovém utkání proti „svému“ klubu Trabzonsporu, když v 69. minutě upravoval skóre na 3:1. Zápas skončil výsledkem 4:1 pro domácí Trabzonspor, ale Turecká fotbalová asociace Saparův gól anulovala a změnila výsledek na 4:0. Regulérní gól tak vstřelil až 18. března v domácím ligovém zápase proti Karabüksporu (výhra 3:0, Sapara zvyšoval v utkání na 2:0). Hned v následujícím ligovém zápase 25. března proti domácímu Eskişehirsporu se podílel jedním gólem na vítězství svého klubu 2:0.
Koncem ledna 2014 do Gaziantepsporu přestoupil poté, co si vyléčil zraněné koleno. Dohodl se na angažmá do konce sezony 2013/14. Celkem odehrál v týmu 10 ligových zápasů a vstřelil 2 góly.

### Osmanlıspor
V srpnu 2014 podepsal dvouletou smlouvu s druholigovým tureckým klubem Ankaraspor, který se čerstvě přejmenoval na Osmanlıspor.

### MFK Ružomberok (návrat)
V lednu 2015 se vrátil na Slovensko, odešel nejprve na půlroční hostování do MFK Ružomberok. Ve 24. ligovém kole začátkem dubna 2015 si poranil koleno (stejné, se kterým měl problémy v minulosti), což ho vyřadilo na dlouhou dobu ze hry – musel podstoupit znovu operaci.
V létě 2015 se vrátil do Osmanlısporu, kde se dohodl na ukončení spolupráce a v září podepsal dvouletou smlouvu s MFK Ružomberok. Jeho touhou bylo vyhrát s mužstvem ještě nějakou trofej. 

V prosinci 2017 mu vedení klubu oznámilo, že s ním již nepočítá. Tento krok pobouřil fanoušky, kteří vyjádřili svou nespokojenost. Poté vedení svůj krok přehodnotilo a zahájilo s hráčem rokování o případném začlenění do struktur klubu. V lednu 2018 Sapara oznámil konec profesionální hráčské kariéry.

## Reprezentační kariéra
Marek Sapara byl členem slovenské mládežnické reprezentace do 21 let.

### A-mužstvo
Díky svým výkonům jej trenér slovenské reprezentace začal pravidelně povolávat do A-mužstva. Debutoval ve slovenské fotbalové reprezentaci 8. října 2005 v domácím kvalifikačním utkání proti Estonsku (Slovensko vyhrálo 1:0), nastoupil na hřiště v 77. minutě.
Svůj první reprezentační gól v A-mužstvu zaznamenal v domácím přátelském utkání 15. listopadu 2006 proti Bulharsku, které Slovensko vyhrálo v Žilině 3:1. Sapara se prosadil v 53. minutě, když zvyšoval na průběžných 2:0. Sapara rovněž odehrál celou druhou polovinu kvalifikace na Euro 2008, představil se i na pražské Letné proti českému výběru.
V kvalifikačním zápase o MS 2014 v Brazílii 12. října 2012 v Bratislavě proti Lotyšsku zvyšoval z přímého kopu na průběžných 2:0, Slovensko v závěru inkasovalo gól z pokutového kopu, přesto utkání dovedlo do vítězného konce (2:1). Se 7 body se dotáhlo na doposud vedoucí dvojici – Řecko s Bosnou a Hercegovinou. 14. listopadu 2012 odehrál kompletní přátelský zápas s Českou republikou v Olomouci, slovenská reprezentace podlehla domácímu mužstvu 0:3. 6. února 2013 nastoupil v Bruggách proti domácí Belgii. Slovensko sahalo po remíze, ale nakonec utkání prohrálo 1:2 gólem z 90. minuty. 22. března 2013 nastoupil v domácím kvalifikačním zápase v Žilině proti Litvě, který skončil remízou 1:1.

#### Mistrovství světa 2010
Zúčastnil se Mistrovství světa v roce 2010 konaného v Jihoafrické republice, kde Slovensko podlehlo v osmifinále Nizozemsku (prohra 1:2), Sapara na turnaji nastoupil v jediném utkání – právě v osmifinále proti pozdějšímu vicemistrovi Nizozemsku. Zasáhl do hry na několik závěrečných minut, šel na hřiště v 87. minutě.

### Reprezentační góly a zápasy
Góly Marka Sapary za A-mužstvo Slovenska
| Gól | Datum        | Stadion                            | Soupeř          | Skóre (min.) | Výsledek | Soutěž                   |
| --- | ------------ | ---------------------------------- | --------------- | ------------ | -------- | ------------------------ |
| 010 | 15. 11. 2006 | Štadión pod Dubňom, Žilina         | Bulharsko       | 02:0 0(53.)  | 3:1      | přátelské utkání         |
| 02  | 13. 10. 2007 | Mestský štadión, Dubnica nad Váhom | San Marino      | 03:0 0(37.)  | 7:0      | kvalifikace na EURO 2008 |
| 03  | 7. 9. 2012   | LFF Stadium, Vilnius, Litva        | Litva           | 01:1 0(41.)  | 1:1      | kvalifikace na MS 2014   |
| 04  | 11. 9. 2012  | Stadion Pasienky, Bratislava       | Lichtenštejnsko | 01:0 0(36.)  | 2:0      | kvalifikace na MS 2014   |
| 05  | 12. 10. 2012 | Stadion Pasienky, Bratislava       | Lotyšsko        | 02:0 0(9.)   | 2:1      | kvalifikace na MS 2014   |

Zápasy Marka Sapary v A-mužstvu slovenské reprezentace
| Rok    | Zápasy | Góly |
| ------ | ------ | ---- |
| 2005   | 1      | 0    |
| 2006   | 3      | 1    |
| 2007   | 8      | 1    |
| 2008   | 6      | 0    |
| 2009   | 5      | 0    |
| 2010   | 6      | 0    |
| 2011   | 0      | 0    |
| 2012   | 6      | 3    |
| 2013   | 3      | 0    |
| Celkem | 38     | 5    |

## Úspěchy

### Klubové
MFK Ružomberok
- 1× vítěz 1. slovenské ligy (2005/06)[1]
- 1× vítěz slovenského fotbalového poháru (2005/06)[1]

Rosenborg Trondheim
- 2× vítěz Tippeligaen (2006, 2009)[1]

### Reprezentační
- 1× účast na MS (2010 – osmifinále)

### Individuální
- Tippeligaen – hráč měsíce října 2006